# دن گوسلینگ
دن گوسلینگ (انگلیسی: Dan Gosling؛ زاده ۱ فوریهٔ ۱۹۹۰) یک بازیکن فوتبال است.